# Стьюбен (округ, Индиана)
Стьюбе́н (англ. Steuben County) — округ в штате Индиана, США. Официально образован в 1837 году. По состоянию на 2010 год, численность населения составляла 34 185 человек.

## География
По данным Бюро переписи США, общая площадь округа равняется 835,198 км², из которых 800,155 км² — суша и 35,043 км² или 4,200 % — это водоёмы.

## Население
По данным переписи населения 2000 года в округе проживает 33 214 жителей в составе 12 738 домашних хозяйств и 8 916 семей. Плотность населения составляет 42,00 человека на км2. На территории округа насчитывается 17 337 жилых строений, при плотности застройки около 22,00-х строений на км2. Расовый состав населения: белые — 97,19 %, афроамериканцы — 0,37 %, коренные американцы (индейцы) — 0,33 %, азиаты — 0,40 %, гавайцы — 0,02 %, представители других рас — 0,85 %, представители двух или более рас — 0,84 %. Испаноязычные составляли 2,06 % населения независимо от расы.
В составе 32,60 % из общего числа домашних хозяйств проживают дети в возрасте до 18 лет, 57,00 % домашних хозяйств представляют собой супружеские пары проживающие вместе, 8,50 % домашних хозяйств представляют собой одиноких женщин без супруга, 30,00 % домашних хозяйств не имеют отношения к семьям, 24,30 % домашних хозяйств состоят из одного человека, 9,10 % домашних хозяйств состоят из престарелых (65 лет и старше), проживающих в одиночестве. Средний размер домашнего хозяйства составляет 2,53 человека, и средний размер семьи 3,00 человека.
Возрастной состав округа: 25,70 % моложе 18 лет, 10,40 % от 18 до 24, 28,50 % от 25 до 44, 23,50 % от 45 до 64 и 23,50 % от 65 и старше. Средний возраст жителя округа 36 лет. На каждые 100 женщин приходится 102,00 мужчин. На каждые 100 женщин старше 18 лет приходится 101,20 мужчин.
Средний доход на домохозяйство в округе составлял 44 089 USD, на семью — 50 567 USD. Среднестатистический заработок мужчины был 35 300 USD против 23 856 USD для женщины. Доход на душу населения составлял 20 647 USD. Около 4,90 % семей и 6,70 % общего населения находились ниже черты бедности, в том числе — 7,40 % молодежи (тех, кому ещё не исполнилось 18 лет) и 7,00 % тех, кому было уже больше 65 лет.